# Ikarus 293
Ikarus 293 — трёхсекционный сочленённый автобус завода Ikarus. Был изготовлен в единственном экземпляре в Венгрии. Впервые был представлен в 1988 году. Первый узел сочленения имел противоскладывающийся механизм, аналогично заднеприводному Ikarus 284, второй узел сочленения был традиционным (как у Ikarus 280). Автобус проходил испытания в двух больших городах Венгрии — сначала в Будапеште, затем в г. Печ. Поскольку в обоих городах был плохой опыт эксплуатации, он так и не нашёл должного применения. Через 4 года, в 1992, автобус получил более мощный двигатель MAN D2866TUH01 (280 л. с.), новые оси и иную раскраску кузова. Вторая дверь сместилась вперёд на одну секцию. Обновленная машина была продана в Тегеран, где работала на маршрутах до 2009 года.
Имел 5 двустворчатых дверей планетарного типа. В настоящее время автобус списан с эксплуатации и находится в запасниках местного музея городского транспорта.
По лицензии Ikarus на Кубе было изготовлено несколько трёхсекционных машин под маркой Giron, которые отличались конструкцией от оригинального Ikarus 293: оба узла сочленения были традиционными (как у Ikarus 280), ось средней секции имела односкатные шины, сама средняя секция была другой длины и с другим количеством окон, двери были четырёхстворчатые (ширмового типа).